# Nicolás Rangel
Nicolás Rangel (León de los Aldama, Guanajuato, 1 de septiembre de 1864 - Cuernavaca, Morelos, 7 de junio de 1935) fue un historiador, investigador y académico mexicano. Fue biografista, se especializó en la historia de la Independencia de México y en la tauromaquia de la época de la Nueva España.

## Semblanza biográfica
Fue profesor de la Escuela Nacional Preparatoria en donde impartió clases de historia y geografía de 1916 a 1928. Fue oficial mayor de investigaciones históricas del Archivo General de la Nación de 1920 a 1935.
Durante el marco del Centenario de la Independencia de México, colaboró —con Luis G. Urbina y Pedro Henríquez Ureña—  en la edición de la Antología del Centenario bajo la dirección de Justo Sierra. Fue nombrado miembro de número de la Academia Mexicana de la Historia, ocupó el sillón N° 15. Murió en Cuernavaca el 7 de junio de 1935.

## Obras publicadas
- El Pensador Mexicano, nuevos documentos y noticias biográficas, en 1914.
- Noticias biográficas del dramaturgo mexicano D. Juan Ruiz de Alarcón y Mendoza, en 1915.
- Churubusco-Huitzilopocho, coautor con Ramón Mena, en 1921.
- 1810: Agustín de Iturbide, en 1923.
- Historia del toreo en México: época colonial (1529-1821), en 1924.
- Bibliografía de Juan Ruiz de Alarcón, en 1927.
- 1789-1794: la Revolución francesa, una de las causas externas del movimiento insurgente, en 1929.
- Nuevos datos para la biografía de José María Heredia, en 1930.
- La masonería en México: siglo XVIII, en 1932.
- Los precursores ideológicos de la guerra de independencia.
- Miguel Hidalgo y Costilla 1753-1811.